# 木島義夫
木島 義夫（きじま よしお、1888年11月2日 - 1979年12月16日）は、日本の政治家。衆議院議員（1期）。参議院議員（3期）。

## 経歴
千葉県出身。1914年、東京高等商業学校専攻部（現一橋大学）卒。卒業後は長柄村長、千葉県議を経て、1946年の第22回衆議院議員総選挙で千葉県から立候補して当選。翌1947年、公職追放となる（衆議院議員を1期務める）。追放解除後の1960年の参院補選で千葉県選挙区から自由民主党公認で立候補して当選。参議院議員を3期務めた。この間、参議院法務委員長、北海道開発庁政務次官などを歴任する。このほか千葉郊外自動車（現千葉中央バス）や東洋バスを設立。千葉中央バス、東洋観光、東洋バス、長平不動産の各社長も務めた。1974年に参議院議員を引退。同年秋の叙勲で勲二等瑞宝章受章。1979年死去。